# Linux Format
Linux Format — английский ежемесячный журнал, издаваемый Future plc c мая 2000 года, полностью посвящённый операционным системам семейства Linux и свободному программному обеспечению.
Журнал начал свою историю с пилотного выпуска журнала «Linux Answers» в 1999 году. После успеха среди покупателей было решено основать периодическое издание, получившее название Linux Format. Первый журнал вышел в свет в мае 2000 года.
Журнал имеет несколько национальных изданий, включая Италию, Грецию и Россию. Большая часть тиража также распространяется по всему миру, главным образом, в США.
Статьи обычно посвящены руководствам по установке и настройке, а также использованию пользователям операционных систем на базе Linux и программ для них.

## Российское издание
Российское издание начало выходить с сентября 2005 года, являясь русскоязычной версией одноимённого британского журнала, однако значительную часть материалов составляют оригинальные статьи российских авторов, в частности, затрагивающие специфику использования Linux в России. Например, в рубрике «Внедрение СПО в России» публикуются правительственные документы, имеющие отношение к продвижению свободного и открытого ПО в России.
Объём журнала составляет 112 полос (с сентября 2009 года), формат — A4+ (с февраля 2009 года формат — А4). К каждому номеру прилагается DVD-диск, на котором размещаются как свободные программы для Linux и Windows, так и целые дистрибутивы различных свободных операционных систем. Издаётся в России тиражом 3000 экземпляров. С 2009 года доступна подписка на электронную версию журнала (в формате PDF).
Номера от 18 месяцев и старше были доступны для бесплатной загрузки в формате PDF. Также был создан wiki-сайт Linux Format, на котором размещаются материалы журнала, выложенные в свободный доступ, в wiki-разметке, что позволяет читателям исправлять замеченные недочёты, вносить уточнения, актуализировать эти материалы.
Главный редактор русской версии: Кирилл Степанов.
Объявлено, что российское издание журнала прекращает существование с 2019 года. 
Российскую версию журнала выпускала компания «Линуксцентр».